# Chloropteryx opalaria
Chloropteryx opalaria är en fjärilsart som beskrevs av Achille Guenée 1857. Chloropteryx opalaria ingår i släktet Chloropteryx och familjen mätare. Inga underarter finns listade i Catalogue of Life.